# عروسی شب سپید
عروسی شب سپید (به انگلیسی: White Night Wedding) یا داماد (ایسلندی: Brúðguminn) یک فیلم ایسلندی در ژانر کمدی-درام به کارگردانی بالتاسار کورماکور محصول سال ۲۰۰۸ است. از بازیگران آن می‌توان به مارگرت ویلهالمشتوتیر اشاره کرد.